# Lungtok Gyatso
Lungtok Gyatso, abreviação de Lobzang Tenpai Wangchuk Lungtok Gyatso (também escrito Lungtog Gyatso e Luntok Gyatso, em tibetano ལུང་ རྟོགས་ རྒྱ་མཚོ་; 1 de dezembro de 1805 - 26 de março de 1815), foi o 9.º Dalai Lama do Tibete. Ele foi o único Dalai Lama a morrer durante a infância e foi o primeiro de uma série de quatro Dalai Lamas a morrer antes de chegar aos 22 anos de idade.

## Início da vida
Sob sinais auspiciosos, Lungtok Gyatso nasceu perto do mosteiro de Dan Chokhor (ou Denchokor), no dia 1º de dezembro de 1805. Muitas fontes o dizem órfão, mas outras nomeiam seus pais como Tendzin Chokyong e Dondrub Dolma. Concorrente como o próximo Dalai Lama desde a infância, o garoto foi levado ao mosteiro de Gungtang, perto de Lhasa, onde foi examinado por autoridades tibetanas, incluindo representantes de Qing, os ambans. Ele foi a escolha preferida dos atendentes do Oitavo Dalai Lama, sendo finalmente identificado como o Sétimo Panchen Lama, Gedun Choekyi Nyima, que, em 1808, realizou a cerimônia de tonsura e deu a ele o nome de Lobzang Tenpai Wangchuk Lungtok Gyatso.

## Vida como Dalai Lama
Em 1810, ele foi entronizado no Palácio de Potala, no Trono de Ouro do governo Ganden Po-drang. Nesse mesmo ano, o idoso regente Ta-task Nga-wang Gon-po morreu e o De-mo Tul-ku Nga-wang Lo-zang Tub-ten Jig-me Gya-tso (m. 1819) foi nomeado para substituí-lo.
"O explorador inglês Thomas Manning, que chegou a Lhasa em 1812, descreveu seu encontro com o 9º Dalai Lama, que tinha sete   anos na época, em termos rapsódicos. 'O rosto bonito e interessante do lama atraiu toda a minha atenção', escreveu Manning. "Ele tinha as maneiras simples e afetadas de uma criança principesca bem educada. Seu rosto era, afetuosamente bonito, pensei. Ele tinha uma disposição alegre e animada. Fiquei extremamente afetado por essa entrevista com o lama. Eu poderia ter chorado pela estranheza da sensação.""
O sétimo Panchen Lama deu ao menino os votos de monge noviço em Lhasa, 1812, no dia 22° de setembro. Lungtok Gyatso é dito ter tido um grande interesse no dharma e um intelecto aguçado, memorizando textos de oração longas, textos-raiz de abhisamayalamkara, Madhyamaka e Abhidharmakośa. Ngwang Nyandak (o sexagésimo sexto Ganden Tripa), Jangchub Chopel (que mais tarde se tornou o sexagésimo nono Ganden Tripa) e Yeshe Gyatso também estavam entre seus professores.

## Morte
O Dalai Lama de nove anos ficou resfriado no Festival Anlam de Oração. Ele morreu no Tibete no dia 6° de março de 1815. A nação inteira mergulhou na tristeza, que durou até o reconhecimento da sua nova reencarnação oito anos depois. Seu corpo foi instalado em um relicário de ouro no palácio de Potala, chamado Serdung Sasum Ngonga.
"Durante o período dos Dalai-Lamas de curta duração - da Nona à Décima Segunda encarnação - o Panchen foi o lama da hora, preenchendo o vazio deixado pelos quatro dalai-lamas que morreram na juventude".